# Jacobinia longiflora
Jacobinia longiflora là một loài thực vật có hoa trong họ Ô rô. Loài này được (Nees) Benth. & Hook. f. ex Hemsl. mô tả khoa học đầu tiên năm 1882.